# Charles de Gerville
Charles-Alexis-Adrien Duhérissier de Gerville fue un erudito, historiador, naturalista y arqueólogo francés. Nació el 19 de septiembre de 1769 en Gerville-la-Forêt y murió el 26 de julio de 1853 en Valognes. Era hijo del noble Charles de Gerville.
Gerville estudió en el colegio de Coutances y más tarde estudió dos cursos de derecho en la universidad de la ciudad de Caen. 
Charles de Gerville acuñó por primera vez el término románico para referirse a la etapa de la arquitectura que comprendía desde la caída del imperio romano hasta el siglo XII; el término ya existía relacionado con las lenguas derivadas del latín (lenguas romances o románicas) y él lo utilizó en una carta dirigida en 1818 a su amigo Arcisse de Caumont, otro arqueólogo francés que fue quien lo difundió en su Essai sur l'architecture du moyen âge, particulièrement en Normandie (Ensayo sobre la arquitectura medieval, particularmente en Normandía), fechado en 1824.

## Obras
- Voyage archéologique dans la Manche, 1818-1820
- Les Abbayes et les anciens châteaux de la Manche, 1825
- Recherches sur le Hague-dike et les premiers établissements militaires des Normands sur nos côtes, 1831
- Études géographiques et historiques sur le département de la Manche, 1854
- Les Châteaux de la Manche : l’arrondissement de Saint-Lô, 1989